# Université de Peradeniya
L’université de Peradeniya est une université fondée en 1942 sous le nom d'université de Ceylan dans la ville de Peradeniya au Sri Lanka.

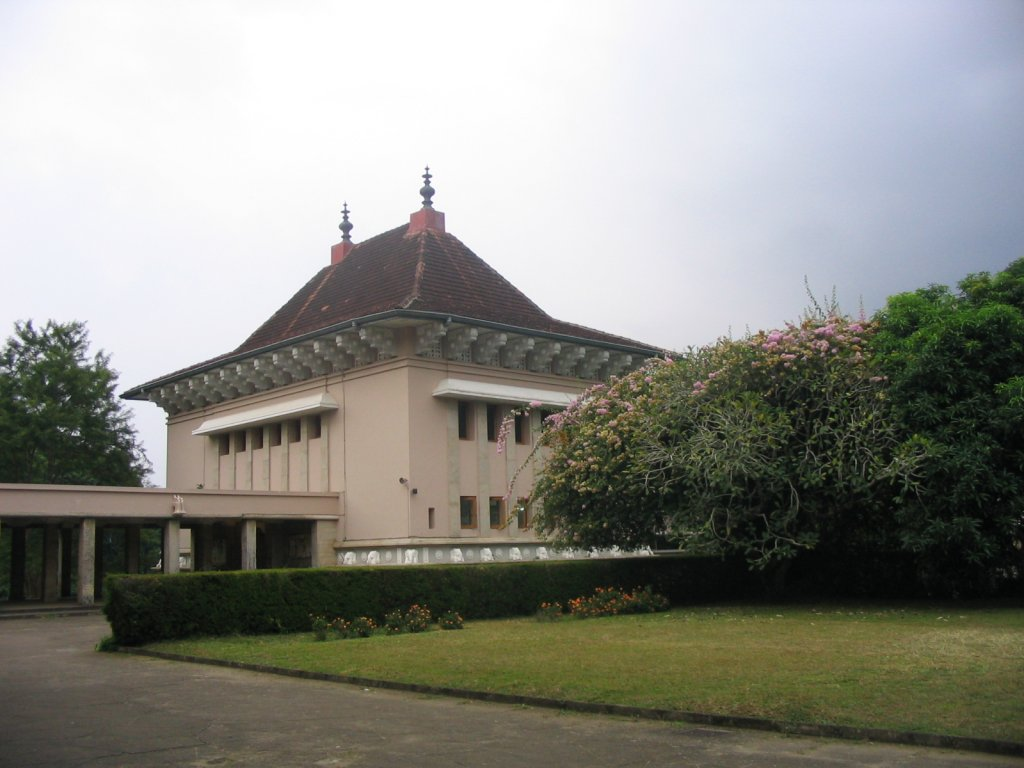
Université de Peradeniya.